# Onesia currani
Onesia currani este o specie de muște din genul Onesia, familia Calliphoridae, descrisă de Hiromu Kurahashi în anul 1989. Conform Catalogue of Life specia Onesia currani nu are subspecii cunoscute.